# Сінь

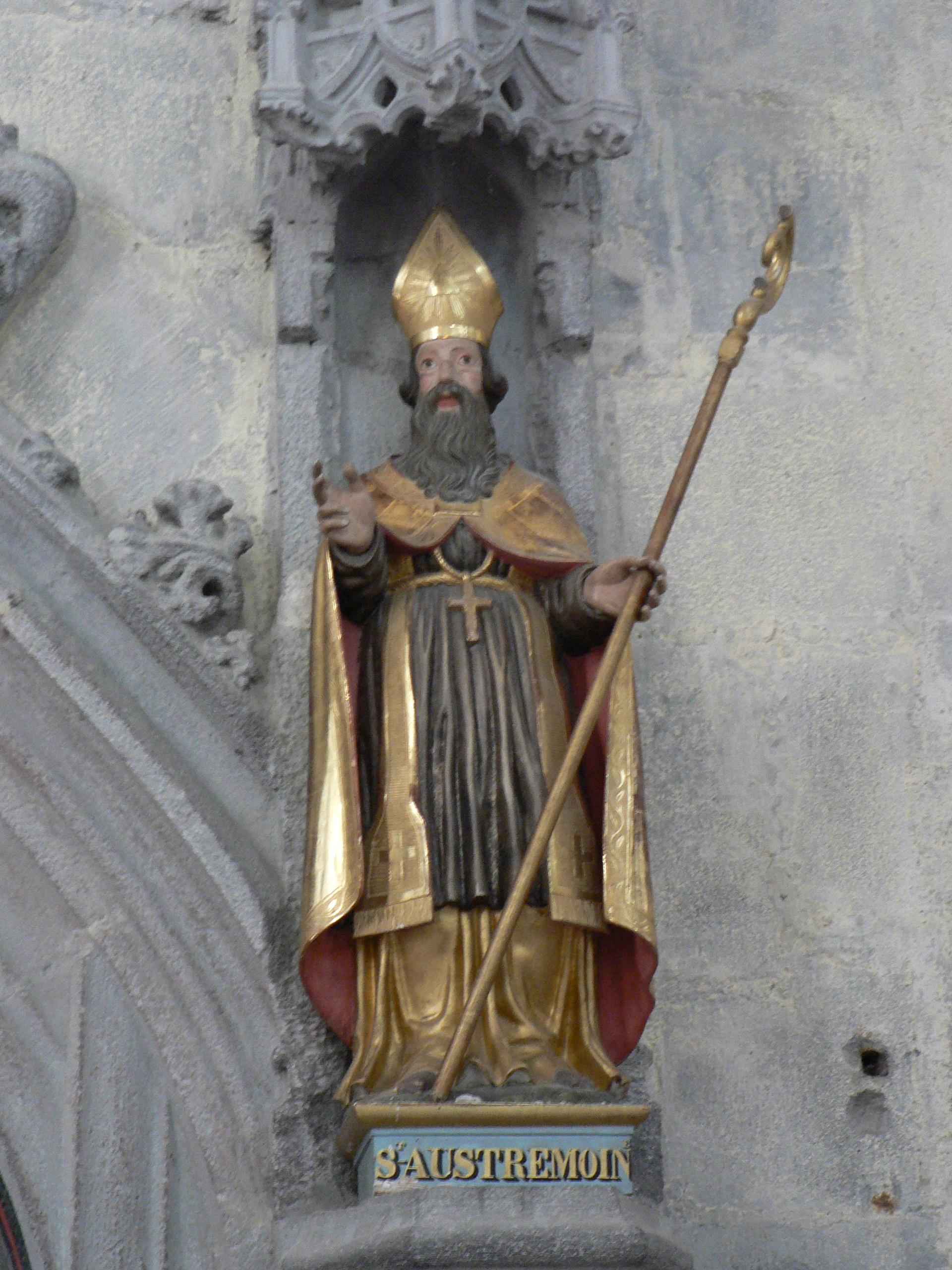
Статуя святого під сінню.

Сінь — елемент архітектури, дашок, що нагадує формою намет.
Сінь на стовпах або колонах зводиться над вівтарем, троном, колодязем або баштою.